# Окончатые мотыльки
Окончатые мотыльки, или окончатые огнёвки (лат. Thyrididae) — семейство чешуекрылых, включающее около 1000 видов в 12 родах.

## Описание
Небольшие бабочки. Размах крыльев 15—30 мм, тропические виды иногда до 65 мм. Внешне часто напоминают огневок или пядениц. Голова в прижатых чешуйках, лоб широкий, глаза широко расставленные. Хоботок развит. Губные щупики хорошо развиты, загнуты вверх, у многих видов 2-й члениковые с густой щеткой чешуек. Усики простые, пильчатые или с густым гребнем коротких щетинками. Передние и задние крылья широко- или узкотреугольные, часто с выемкой по наружному краю. Рисунок пестрый, в виде продольно вытянутых линий, полос и пятен. Тимпанальный аппарат отсутствует. Брюшко плотное, вальковатое, у самцов часто с оттянутым концом, у самок — с плотной кисточкой волосовидных чешуек.
Бабочки летают главным образом в сумерках и ночью, отдельные виды активны днем.
Гусеницы живут в трубчатом или плоском убежище, надрезая и сворачивая, или стягивая края листа шелковинками, иногда скрепляют шелковинками 2 соседних листа и, находясь между ними, скелетируют стенки убежища. Питаются листьями, бутонами и цветами травянистых растений из семейств зонтичные, лютиковые и бобовые, а также листьями буковых и березовых.

## Ареал
Преимущественно тропическое семейство, насчитывающее по различным оценкам от 700 до 1000 видов. В Палеарктике представлено единичными видами. Большинство видов обитает в Азии. В России встречается 8 видов родов Thyris, Striglina, Rhodoneura, Sericophora, Pyrinioides.